# José Cendón
José Manuel Cendón Docampo (Caracas, 2 d'agost de 1974) és un fotoreporter gallec i activista pels drets humans, que treballa com a freelance; guanyador de premis i mencions internacionals per la seva tasca desenvolupada com a reporter gràfic.
Nascut a Veneçuela on els seus pares d'origen gallec havien emigrat, quan tenia tres anys van tornar a Santiago de Compostel·la. Va estudiar Econòmiques, Cinema i Periodisme i el 2002 començà a treballar com a reporter i fotògraf professional sobretot a Colòmbia i Veneçuela a l'Amèrica Llatina on, entre d'altres, s'integrà a la guerrilla de l'Exèrcit d'Alliberament Nacional colombià per fer els seus reportatges, i a l'Orient Mitjà a Israel i Palestina. Després de sis mesos als Territoris Palestins, el 2004 va començar a treballar a l'Àfrica, primer a Darfur, al Sudan, per l'agencia Associated Press, i després de manera habitual per la francesa France Presse i per altres mitjans de comunicació d'Itàlia i el Regne Unit, cobrint Ruanda, Uganda, Burundi i la República Democràtica del Congo, però també d'altres zones com Sud-àfrica, on convisqué amb bandes de «pandilleros» de Ciutat del Cap per realitzar el seu treball. El novembre de 2008 fou segrestat a Bosasso i retingut a les muntanyes somalís durant quaranta dies, amb Colin Freeman, periodista de The Sunday Telegraph, quan feia un fotoreportatge sobre la pirateria al país; d'aquest incident va escriure el llibre Billete de ida: los 40 días de secuestro de un reportero español en tierra de piratas. Va romandre al continent africà, establert a Kigali, fins al 2010.
Per la seva tasca com a fotògraf a hospitals de salut mental de la regió dels Grans Llacs d'Àfrica va guanyar, el 2007, els premis World Press Photo, Pictures of the Year i una menció al Leica Oskar Barnack; pel reportatge titulat Somalia en el fin del mundo i publicat al Magazine de La Vanguardia l'1 de febrer de 2009, amb text i fotografies seves, se li concedí el Premi Ortega y Gasset el 2010.